# Foveades albilineata
Foveades albilineata är en fjärilsart som beskrevs av Warren. Foveades albilineata ingår i släktet Foveades och familjen nattflyn. Inga underarter finns listade i Catalogue of Life.